# Amy Hargreaves
Amy Hargreaves (Rockville Centre, 27 gennaio 1970) è un'attrice statunitense.

## Biografia
Nata il 27 gennaio 1970 a Rockville Centre, nello Stato di New York, ha iniziato a undici anni a lavorare in spot pubblicitari prima di esordire all'inizio degli anni novanta con piccoli ruoli in telefilm. Del 1994 è il suo primo ruolo importante nel film Brainscan - Il gioco della morte dove ha interpretato Kimberly, la ragazza della porta accanto.
È famosa per l'interpretazione di Maggie Mathison nella serie televisiva Homeland - Caccia alla spia e per il ruolo di Lainie Jensen, madre del protagonista Clay, in Tredici.

## Filmografia

### Cinema
- Brainscan - Il gioco della morte, regia di John Flynn (1994)
- Tilt-A-Whirl, regia di Tom Sullivan (1995)
- Ride for Your Life, regia di Bob Bejan – cortometraggio (1995)
- Somewhere in the City, regia di Ramin Niami (1998)
- Growing Down in Brooklyn, regia di Robert Santoli (2000)
- Delirious - Tutto è possibile di Tom DiCillo (2006)
- Michael Clayton, regia di Tony Gilroy (2007)
- El Camino, regia di Erik S. Weigel (2008)
- Just Make Believe, regia di Jadrien Steele – cortometraggio (2008)
- Controcorrente, regia di Peter Callahan (2009)
- Offspring, regia di Andrew van den Houten (2009)
- When the Evening Comes, regia di Craig Geraghty (2009)
- Shame, regia di Steve McQueen (2011)
- Alan Smithee, regia di Crobin – cortometraggio (2012)
- Blue Ruin, regia di Jeremy Saulnier (2013)
- Lawn Care, regia di Marie Schlingmann – cortometraggio (2013)
- Shelter, regia di Paul Bettany (2014)
- The Happily Ever After, regia di Erika Burke Rossa – cortometraggio (2014)
- How He Fell in Love, regia di Marc Meyers (2015)
- The Preppie Connection, regia di Joseph Castelo (2015)
- Prism, regia di Cal Robertson (2015)
- La stanza delle meraviglie, regia di Todd Haynes (2017)
- Super Dark Times, regia di Kevin Phillips (2017)

### Televisione
- Lifestories: Families in Crisis – serie TV, episodio 1x01 (1992)
- ABC Afterschool Specials – serie TV, episodio 23x02 (1994)
- La casa delle ombre (Remember Me), regia di Michael Switzer (1995)
- Matt Waters – serie TV, 6 episodi (1996)
- Flashback, regia di Danny Leiner – film TV (1997)
- Saint Maybe, regia di Michael Pressman – film TV (1998)
- Cracker – serie TV, episodio 1x12 (1999)
- In tribunale con Lynn (Family Law) – serie TV, episodio 1x10 (1999)
- Law & Order: Criminal Intent – serie TV, episodio 1x22 (2002)
- Little Bill – serie TV, episodio 4x07 (2003)
- Squadra emergenza (Third Watch) – serie TV, episodi 3x16-5x09 (2002-2003)
- Law & Order - Unità vittime speciali (Law & Order: Special Victims Unit – serie TV, 6 episodi (2003, 2012, 2019-2020)
- Law & Order - I due volti della giustizia (Law & Order) – serie TV, episodio 17x03 (2006)
- The Unusuals - I soliti sospetti – serie TV, episodio 1x07 (2009)
- Mercy – serie TV, episodio 1x09 (2009)
- Homeland - Caccia alla spia (Homeland) – serie TV, 20 episodi (2011-2020)
- Person of Interest – serie TV, episodio 1x13 (2012)
- Blue Bloods – serie TV, episodio 2x13 (2012)
- The Carrie Diaries – serie TV, episodio 1x05 (2013)
- The Following – serie TV, episodio 1x09 (2013)
- The Blacklist – serie TV, episodio 1x07 (2013)
- Trooper, regia di Craig Gillespie – film TV (2013)
- Guilty, regia di McG – film TV (2013)
- Elementary – serie TV, episodio 3x13 (2015)
- The Mysteries of Laura – serie TV, episodio 1x18 (2015)
- Power – serie TV, episodio 2x03 (2015)
- Blindspot – serie TV, episodi 1x10-1x13 (2015-2016)
- Tredici (13 Reasons Why) – serie TV, 41 episodi (2017-2020)
- Billions – serie TV, episodio 6x09 (2022)

## Doppiatrici italiane
Nelle versioni in italiano delle opere in cui ha recitato, Amy Hargreaves è stata doppiata da:
- Giò Giò Rapattoni in Homeland - Caccia alla spia, Blindspot
- Eleonora De Angelis in Brainscan - Il gioco della morte
- Angiola Baggi in Lifestories: Families in Crisis
- Debora Magnaghi in Law & Order: Criminal Intent
- Daniela Calò in Person of Interest
- Monica Gravina in Law & Order - Unità vittime speciali (st.13-14)
- Selvaggia Quattrini in Law & Order - Unità vittime speciali (st. 21)
- Elisabetta Spinelli in Tredici
- Chiara Colizzi in Bull
- Monica Migliori in Billions
- Valentina De Marchi in FBI: Most Wanted